# Walerów
Walerów – wieś w Polsce położona w województwie mazowieckim, w powiecie sokołowskim, w gminie Sokołów Podlaski. Ma status sołectwa.
W latach 1975–1998 miejscowość administracyjnie należała do województwa siedleckiego.
Wierni kKościoła rzymskokatolickiego należą do parafii św. Jana Chrzciciela w Czerwonce Grochowskiej